# Hawkwind
Hawkwind ist eine britische Rockband, die als Begründer des sogenannten Space Rock gilt, einer psychedelischen Spielart des Hard Rock. Die Band wurde 1969 gegründet und hat 1970 ihr erstes Album vorgelegt. Gründer und einziges konstantes Mitglied ist der Gitarrist und Sänger Dave Brock.
Der größte kommerzielle Erfolg der Gruppe war die Top-10-Single Silver Machine von 1972. Mehrere Alben der Band konnten sich in den Top 50 der englischen Albumcharts platzieren. Die höchstplatzierten Alben waren In Search of Space (1971) auf Platz 18, Doremi Fasol Latido (1972) auf Platz 14, Space Ritual (1973) auf Platz 9, Hall of the Mountain Grill (1974) auf Platz 16, Warrior on the Edge of Time (1975) auf Platz 13 und Live 79 (1979) auf Platz 15.
Unter den Dutzenden von Musikern, die im Lauf der Jahre der Band angehörten, ragen die Texter und Sänger Robert Calvert und Michael Moorcock heraus, deren Themenwelt zahlreiche Alben der Gruppe bestimmt. Weitere bekannte Bandmitglieder sind Lemmy Kilmister, der von 1972 bis 1975 Bassist von Hawkwind war, sowie der Keyboarder Tim Blake und der Geiger Simon House, die auch bei verschiedenen anderen Bands mitgewirkt haben. Eine markante Rolle hatte ebenfalls der Saxofonist Nik Turner inne, der von 1969 bis 1976 und nochmals in den 1980er Jahren zur festen Besetzung zählte und mit anderen Hawkwind-Musikern verschiedene Ablegerbands wie Inner City Unit, Space Ritual oder Hawklords bildete. Zu den langjährigen aktuellen Mitgliedern zählt der 1988 zur Band gekommene Drummer Richard Chadwick.

## Bandgeschichte

### Anfänge
Sänger und Gitarrist Dave Brock (* 20. August 1941) gründete gemeinsam mit dem Gitarristen Mick Slattery und dem Bassisten John Harrison (1942–2012) im Jahr 1969 eine zunächst noch namenlose Band, zu der auf eine Zeitungsanzeige hin der damals 17-jährige Schlagzeuger Terry Ollis stieß. Zur Band zählten außerdem zwei Freunde Brocks, die sich zunächst als Roadies und im Lauf der Zeit als Musiker nützlich machten: Michael „Dik Mik“ Davies (* 1943) am Synthesizer und Nik Turner (1940–2022) an Saxofon und Gesang.
Der Proberaum der Band befand sich in Ladbroke Grove, einem Viertel des Londoner Stadtteils Notting Hill, das damals als Hochburg der Hippieszene galt. Dort probten und spielten damals regelmäßig u. a. auch Quintessence, Pink Fairies, T. Rex, Bubastis, Cochise, High Tide und Steamhammer.
Vor einem Auftritt mit High Tide und Skin Alley in der All Saints Hall gab sich die Gruppe den Namen Group X, änderte ihn aber bald in Hawkwind Zoo und verkürzte ihn auf einen Rat von John Peel hin zu Hawkwind. Die Gruppe absolvierte zahlreiche Auftritte in der damaligen Londoner Acid-Szene. Manchmal warfen die Bandmitglieder mit LSD gefüllte Pipetten ins Publikum, um die feiernden Besucher damit zu berauschen.

### United Artists 1970–75
Während der Aufnahmen zur ersten, von Dick Taylor produzierten gleichnamigen LP der Band stieg Gitarrist Slattery aus und wurde durch den Gitarristen Huw Lloyd-Langton (1951–2012) ersetzt. Die erste LP wurde kein kommerzieller Erfolg, brachte der Gruppe aber genug Bekanntheit ein, um auch auf Festivals außerhalb Londons zu spielen. Beim Bath Festival of Blues and Progressive Music kam es zum Schulterschluss mit den Pink Fairies; zwischen den Bands entwickelte sich eine rege Zusammenarbeit, die in gemeinsamen Konzerten als Pinkwind gipfelte und zu denen es später weitere personelle Verflechtungen gab.
Der exzessive Drogenkonsum führte zu einem regen Wechsel in der Besetzung. Gitarrist Lloyd-Langton verließ die Gruppe aufgrund von Drogenproblemen. Für Bassist Harrison sprang erst Thomas Crimble von Skin Alley, später Dave Anderson von Amon Düül II ein. Als Sänger kam der Autor und Straßentheater-Künstler Robert Calvert hinzu. In dieser Besetzung spielte die Gruppe 1971 ihr zweites, von George Chkiantz produziertes Album In Search of Space ein. Für die grafische Gestaltung des Albums zeichnete Barney Bubbles (1942–1983) verantwortlich, dessen Renommee als Covergestalter auf diesem und späteren Hawkwind-Alben gründet und der auch das sonstige visuelle Erscheinungsbild der Band geprägt hat. Das Album erreichte Platz 18 der englischen LP-Charts.
Bald nach den Aufnahmen verließen Terry Ollis und Dave Anderson die Band. Anderson verließ die Band nach acht Monaten wegen unterschiedlicher musikalischer Auffassungen und gründete eine Band mit Namen Amon Din, der u. a. auch Huw Lloyd-Langton (Gitarre) und John Lingwood (Drums) angehören. Als neue Musiker kamen der Schlagzeuger Simon King (* 1950) und am Bass Lemmy Kilmister hinzu, der zuvor bei der Beatcombo The Rockin’ Vickers Gitarre gespielt hatte. Er trat in der Folgezeit auch gelegentlich als Songschreiber und Sänger für Hawkwind in Erscheinung. Dik Mik verließ die Band ebenfalls und wurde durch den Keyboarder Del Dettmar (* 1947), ersetzt. Als Dik Mik dann doch zur Gruppe zurückkehrte, blieb man vorerst bei zwei Keyboardern. Zu jener Zeit begann die Gruppe auch die langjährige Zusammenarbeit mit dem Autor Michael Moorcock (* 1939), dessen Texte zahlreiche Hawkwind-Veröffentlichungen inspiriert haben, und mit der Tänzerin Stacia Blake (* 1952), die bis 1975 zur Bühnenshow der Band beitrug.
Die Band konnte im Jahr 1972 mit Silver Machine einen respektablen Hit verbuchen, der Platz 3 der britischen und Platz 1 in den Schweizer Charts erreichte. Der Erfolg ermöglichte die rasche Aufnahme des Studioalbums Doremi Fasol Latido sowie die Space Ritual Tour, während der 1973 ein Livealbum mitgeschnitten wurde, das ebenfalls Chartplatzierungen erreichte. Die nächste Single-Veröffentlichung Urban Guerilla stieg zwar auf Platz 39 in die englischen Charts ein, wurde dann jedoch wegen zeitgleich stattfindender Attentate nicht mehr im Radio gespielt.

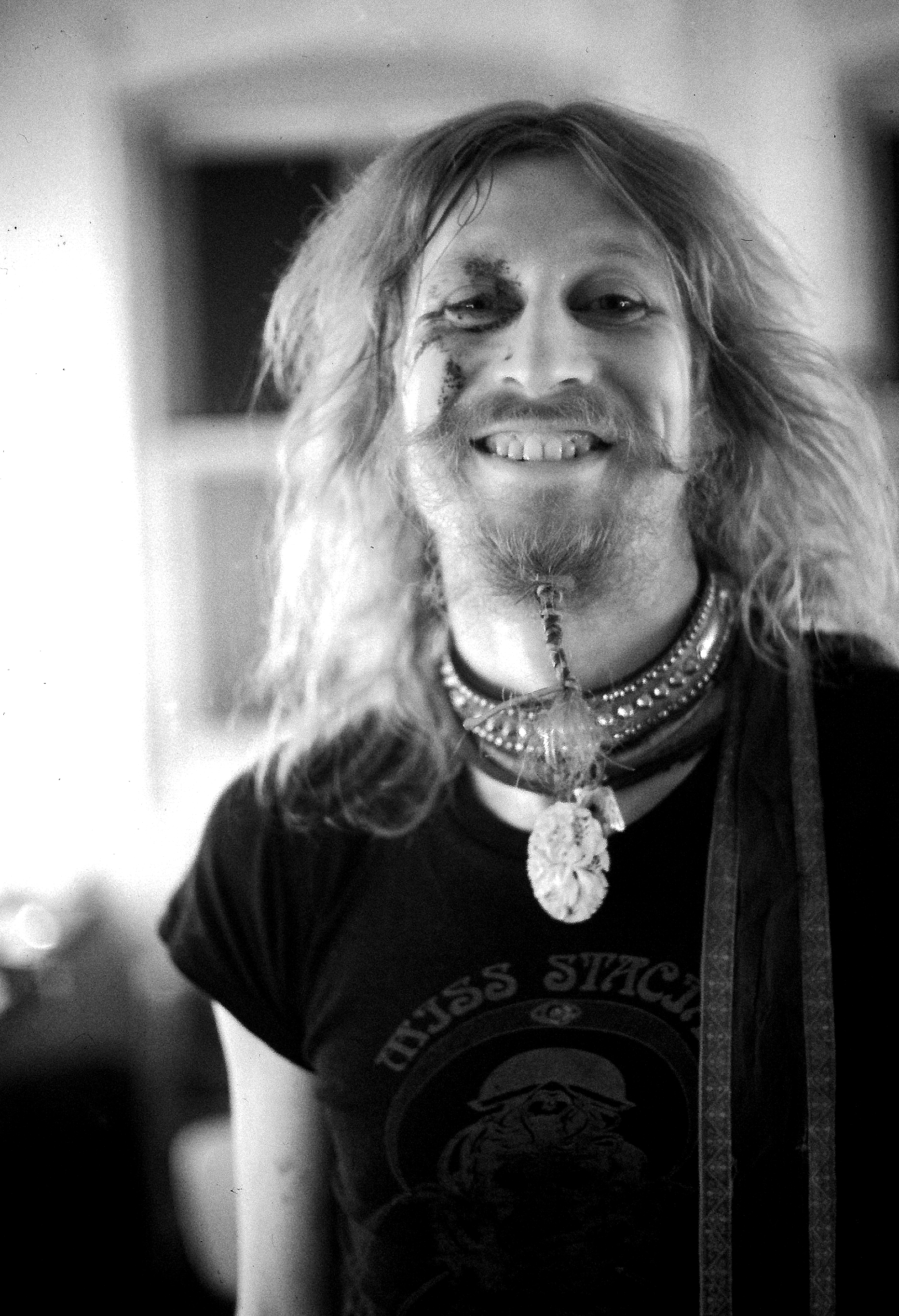
Nik Turner 1974

Fast jedes folgende Album wies eine andere Besetzung der Band auf. Dik Mik und Robert Calvert verließen die Gruppe 1973. Da auch Dettmar seinen Rückzug ankündigte, verpflichtete man den Geiger und Keyboarder Simon House (1948–2025) von High Tide, der mit Hawkwind durch Nordamerika tourte und auch 1974 bei den Aufnahmen zu Hall of the Mountain Grill mitwirkte. Als Ersatz für den zeitweilig verhinderten Drummer Simon King stieß Alan Powell (* 1948) zur Band, blieb dann aber als zweiter Drummer, während Del Dettmar endgültig seinen Abschied nahm.
Das letzte mit Lemmy eingespielte Album, Warrior on the Edge of Time von 1975, lehnt sich an eine Geschichte von Michael Moorcock an. Bei einer nachfolgenden Nordamerika-Tournee wurde Lemmy an der kanadischen Grenze wegen Drogenbesitzes festgehalten und wegen der sich ergebenden Verzögerungen aus der Band gefeuert. Es gab nie ein Verfahren, weil sich die irrtümlich als Kokain vermutete Substanz als Amphetaminsulphat herausstellte. Er erlangte danach mit seiner eigenen Band Motörhead, benannt nach einem Song, den er für Hawkwind verfasst hatte, weltweiten Ruhm. Ersetzt wurde er bei Hawkwind durch Paul Rudolph (* 1947) von den Pink Fairies, während deren Gitarrist Larry Wallis unterdessen zu Motörhead stieß.
Nach einem Gastauftritt beim Reading Festival 1975 kehrte Robert Calvert wieder fest zur Band zurück. Tänzerin Stacia verließ dagegen die Gruppe, heiratete später den Musiker Roy Dyke (Ashton, Gardner & Dyke) und ist inzwischen als Künstlerin in Irland tätig.

### Charisma 1976–78
Während die Band seit 1970 bei United Artists unter Vertrag war, wechselte man 1976 zu Charisma Records, wo zunächst das Album Astounding Sounds, Amazing Music entstand. Im Gegensatz zu früheren Aufnahmen mit Robert Calvert, wo der zumeist nur Texte zu futuristischen Klängen vorgetragen hatte, war Calvert bei diesem Album als Texter und vollwertiger Sänger beteiligt. Das Album erreichte Platz 33 der englischen Charts.
Aus verschiedenen Gründen überwarfen sich Dave Brock und Robert Calvert bei den nachfolgenden Aufnahmen mit Nik Turner und Paul Rudolph. Turner gründete daraufhin die Gruppe Inner City Unit. Für Paul Rudolph kam Bassist Adrian Shaw, mit dem Hawkwind 1977 das Album Quark, Strangeness and Charm eingespielt haben, das Platz 30 in den britischen Charts belegte. 1978 folgte das Album PXR 5, das jedoch erst im Folgejahr veröffentlicht wurde und Platz 59 der englischen Charts erreichte.
Als Simon House danach zu einer Tour mit David Bowie berufen wurde, verließ er Hawkwind, um längerfristig mit Bowie zusammenzuarbeiten. Verschiedene Probleme von Robert Calvert führten zum Abbruch zweier Tourneen. 1978 löste Dave Brock die Band sogar zeitweilig offiziell auf.

### Hawklords 1978/79
1978 bildeten Brock und Calvert gemeinsam mit dem Bassisten Harvey Bainbridge (* 1949), Schlagzeuger Martin Griffin und Keyboarder Steve Swindells (* 1952) die Formation Hawklords. Unter diesem Gruppennamen spielten sie das Album 25 Years On ein und absolvierten anschließend eine Tournee. Danach zerstreute sich die Besetzung größtenteils wieder. Robert Calvert zog sich auf literarische Ambitionen zurück, Steve Swindells nahm für ATCO eine Solo-LP auf.

### Festivaljahre

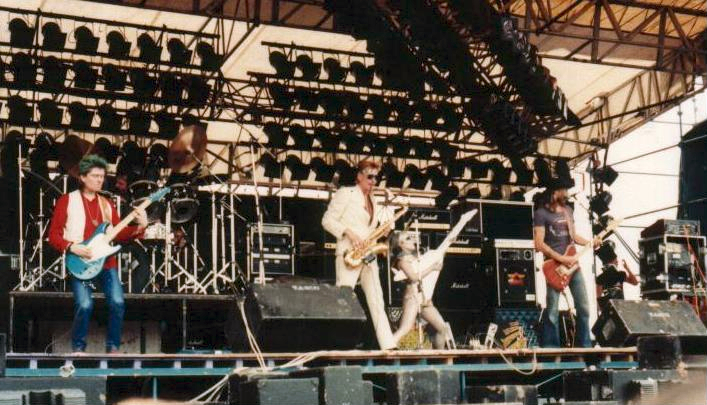
Hawkwind bei Monsters of Rock 1982

Wieder unter dem Namen Hawkwind gingen Gitarrist Brock, Bassist Bainbridge und die erneut hinzugestoßenen früheren Mitglieder Huw Lloyd-Langton (Gitarre) und Simon King (Schlagzeug) sowie der zuvor bei Gong gewesene Keyboarder Tim Blake (* 1952) im Spätjahr 1979 auf Tournee. Bronze Records bot sich zur Veröffentlichung der Tourneemitschnitte auf dem Album Live 79 an. Das Album erreichte Platz 15 der englischen Albumcharts.
Bei den anschließenden Aufnahmen zum Album Levitation kam am Schlagzeug Ginger Baker für Simon King. Das Album erreichte Platz 21 der englischen Albumcharts. Baker, der ursprünglich nur für die Album-Aufnahmen verpflichtet war, schloss sich der Gruppe auch noch für eine Tour an, während der Keith Hale für Tim Blake den Platz des Keyboarders einnahm. Baker und Hale verließen die Gruppe 1981.
Dave Brock und Harvey Bainbridge teilten nun neben Gitarre und Bass auch Synthesizer und Sequenzer unter sich auf und schlossen sich wieder mit Texter und Sänger Michael Moorcock zusammen. Am Schlagzeug wechselten sich King und Griffin ab, waren aber auch in rascher Folge der spätere Drummer von The Cure, Andy Anderson (* 1951), der später bei New Model Army tätige Robert Heaton (1961–2004) sowie weitere Drummer zu hören. Zu jener Zeit nahm die Gruppe die Alben Sonic Attack, Church of Hawkwind und Choose Your Masques für RCA Records auf. An letztgenanntem Album von 1982 nahm auch wieder Nik Turner am Saxofon teil, außerdem der Keyboarder Philipp „Dead Fred“ Reeves, den Turner von Inner City Unit mitgebracht hatte. Hawkwind waren 1981 Headliner beim Glastonbury Festival und 1982 bei Monsters of Rock.
1984 stieß der junge Bassist Alan Davey (* 1963) zur Band, woraufhin Bainbridge vom Bass zum Synthesizer wechselte und dort Reeves ersetzte, der mit Turner zu Inner City Unit zurückkehrte. Als Schlagzeuger kam Danny Thompson.
1985 erschien mit dem Album Chronicle of the Black Sword, eine musikalische Adaption von Moorcocks Elric-Saga, wobei Moorcock bei der nachfolgenden Tour nur noch sporadisch in Erscheinung trat. Das Studioalbum war nur zwei Wochen in den englischen Album-Charts vertreten und erreichte Platz 65. Zur Tour erschien das Livealbum Live Chronicles, auch einen Auftritt als Headliner beim Reading Festival absolvierte die Band noch mit dem Chronicles-Material. Nach den Aufnahmen zum Album The Xenon Codex, das Platz 79 der englischen Album-Charts erreichte, verließ Lloyd-Langton die Band wieder.

### Ausrichtung auf Amerika
Für das Album Space Bandits (1990) wurde Simon House wieder als Geiger gewonnen und mit Bridget Wishart (* 1962) war erstmals eine Sängerin beteiligt. In Richard Chadwick war ab 1988 ein langjähriger dauerhafter Schlagzeuger gefunden.
Ab den späten 1980er Jahren absolvierte die Band mehrere erfolgreiche Amerika-Tourneen und richtete ihre Aktivitäten verstärkt nach Nordamerika aus. Nach dem 1991er Album Palace Springs verließen House und Wishart die Band, die daraufhin ab 1992 beginnend mit Electric Teepee vier Alben als Trio (Brock, Davey, Chadwick) einspielte. Das Album White Zone von 1995 ist nahezu rein elektronisch und instrumental. Die Gruppe wählte dafür den Bandnamen Psychedelic Warriors.
1995 kam für das Album Alien 4 der Sänger Ron Tree hinzu. Auf der nachfolgenden Tournee wurde das 1996 erschienene Livealbum Love in Space eingespielt. Anschließend verließ Bassist Davey die Band vorerst für mehrere Jahre. Den Bass übernahm danach Sänger Ron Tree. Für die Aufnahmen der Alben Distant Horizons und Hawkwind in Your Area (1998) wirkte Jerry Richards als zweiter Gitarrist mit.

### Jubiläen und Hawkfest

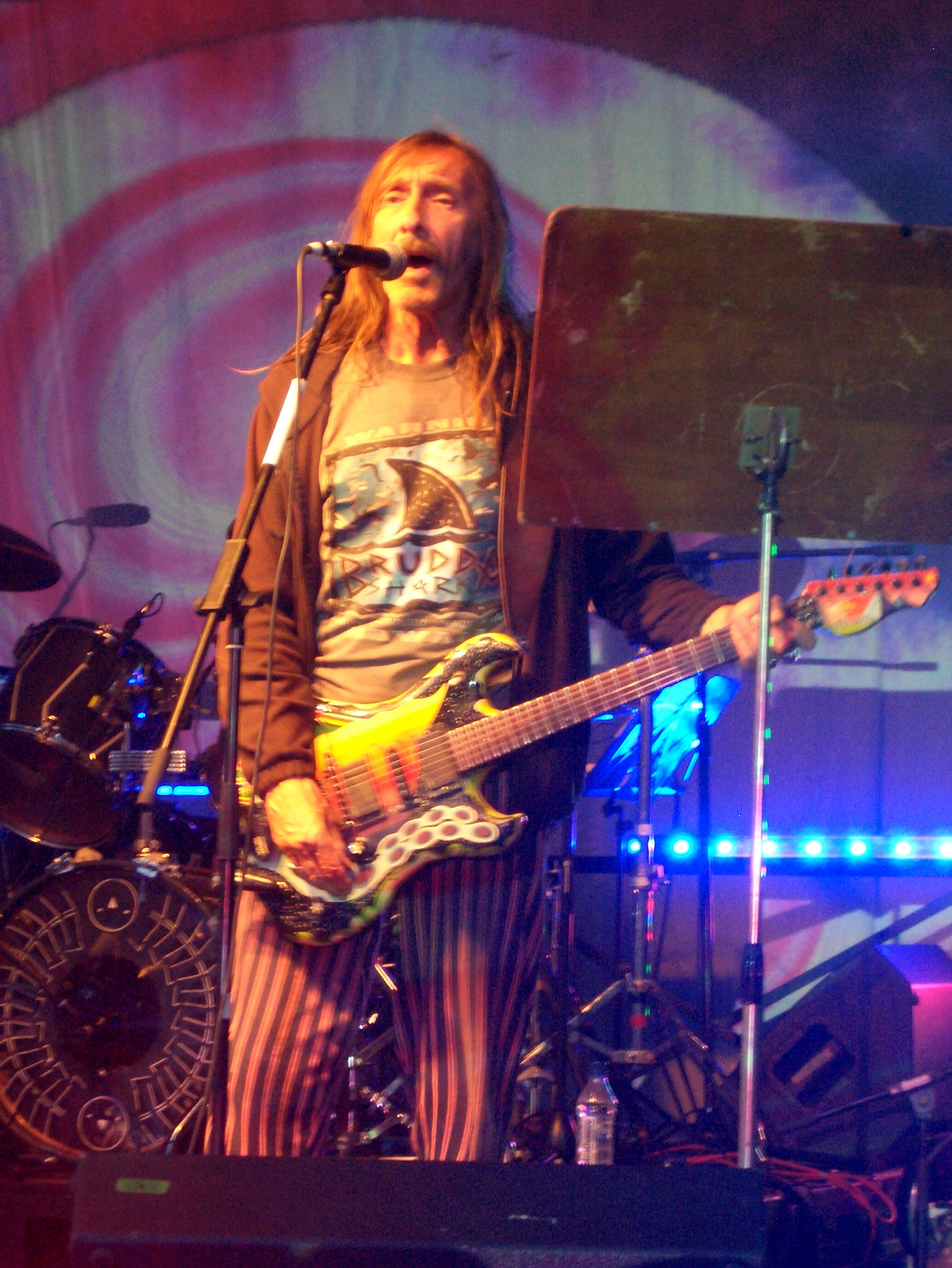
Dave Brock live mit Hawkwind 2009

Zum 30-jährigen Jubiläum der Band im Jahr 2000 trafen sich rund 20 Hawkwind-Musiker unter Dave Brock als Hawkestra in der Brixton Academy. Zu den Gastmusikern zählte Samantha Fox, die bereits 1993 mit Hawkwind eine Coverversion von Gimme Shelter eingespielt hatte und anlässlich des Jubiläums nun Master of the Universe zum besten gab. Weitere Jubiläumsauftritte in wechselnden Besetzungen folgten, wobei auch Nik Turner mit einer losen Formation, darunter Mick Slattery, Thomas Crimble und Terry Ollis, unter dem Namen xHawkwind.com auftrat, später jedoch aus rechtlichen Gründen den Bandnamen in Space Ritual ändern musste.
2002 veranstaltete die Band in Devon erstmals das bandeigene Festival Hawkfest. 2005 nahm der Hawkwind-Kern aus Brock, Davey und Chadwick mit verschiedenen Musikern das Album Take Me to Your Leader auf. 2007 hat die BBC eine vierstündige Dokumentation über die Band produziert.
Im selben Jahr 2007 verließ Bassist Davey die Band erneut, um sich seinen Bands Gunslinger und Thunor zu widmen. An seine Stelle trat Mr. Dibs, als zusätzlicher Bassist und Gitarrist ist Niall Hone seit der Tour mit Tim Blake 2008 zu sehen. Mit Jon Sevink von The Levellers kam ab 2009 häufiger wieder ein Geiger dazu. Das Hawkfest 2010 fand zum 40-jährigen Bandjubiläum auf der Isle of Wight statt.

### Gegenwart
2012 erschien das 25. Studioalbum Onward bei Eastworld Recordings. Neben neuen Stücken enthält es auch Neueinspielungen älterer Titel. Auf einigen Stücken des Albums ist nochmals Jason Stuart (1968–2008) zu hören, der von 2005 bis zu seinem Tod gelegentlich als Keyboarder der Band auftrat. 2013 erschien unter dem Bandnamen Hawkwind Light Orchestra das Studioalbum Stellar Variations.
Neben Dave Brocks jeweils aktueller Hawkwind-Formation gibt es zahlreiche gemeinsame Seitenprojekte von Hawkwind-Musikern. Eine lose Formation um Harvey Bainbridge, Nik Turner und Ron Tree ist seit einigen Jahren unter dem Namen Hawklords unterwegs und hat 2012 ein neues Album vorgelegt. Die von Nik Turner geleitete Band Space Ritual mit Terry Ollis, Del Dettmar und anderen früheren Hawkwind-Musikern hat seit 2001 vor allem mehrere Live-CDs, aber 2007 auch eine Studio-CD vorgelegt.
2019 brachte der ehemalige Bassist Alan Davey neun ehemalige Bandmitglieder wieder zusammen und veröffentlichte unter dem Namen Hawkestrel im August des Jahres das Album The Future Is Us.
Am 16. Oktober 2020 erschien ein zweites Album des Hawkwind Light Orchestras mit dem Namen Carnivorous, eine Anspielung auf die dieses Jahr beherrschende COVID-19-Pandemie: Stellt man die Buchstaben des Titels um, dann erhält man „Coronavirus“.
Mick Slattery starb am 17. März 2023 im Alter von 77 Jahren nach kurzer Krankheit.

## Stil
Aufgrund der häufig wechselnden Besetzungen wird die Musik der Gruppe unterschiedlich rezipiert. Gemeinhin gelten Hawkwind als klassische Vertreter des Space Rock, dessen musikalische Merkmale wie repetitive Rock-Riffs mit Synthesizer-Flächen und futuristischen Klangbildern, außer durch Synthesizer auch durch Nik Turners häufig mit Effekten verfremdetes Saxofon oder in späteren Jahren unter Verwendung eines Kaoss Pads, auf den Großteil der Veröffentlichungen der Band zutreffen. Einige Teile ihres Gesamtwerks können auch eher als Psychedelic Rock oder schlicht Hard Rock angesprochen werden. Außerdem zählen gesprochene Texte zu futuristischen Klängen seit jeher zu Hawkwinds Repertoire.
Textlich boten Hawkwind auf ihren ersten Alben hauptsächlich Aussagen über eigene Befindlichkeiten (Be Yourself, Paranoia, We Took the Wrong Step Years Ago). Bald kamen Texte mit außerirdischer oder mythologischer Betrachtungsweise hinzu (Master of the Universe, Space Is Deep, Seven by Seven), die sich unter dem Einfluss des Autors Michael Moorcock ab Mitte der 1970er Jahre in Richtung des Fantasy-Genres bewegten (The Golden Void, Magnu). Moorcocks bekanntestes Werk, die Elric-Saga, wurde von Hawkwind 1985 zum Konzeptalbum Chronicles of the Black Sword verarbeitet. Die Texte von Robert Calvert aus dessen Phase als Texter der Band in den späten 1970er Jahren haben oftmals ironische Inhalte mit Bezug zur Science-Fiction (Spirit of the Age, Quark, Strangeness and Charm, Robot, Uncle Sam’s on Mars). Nicht zuletzt haben viele Texte auch einen direkten Bezug zu Drogen (Reefer Madness, Flying Doctor, LSD). In den Texten von Hawkwind lassen sich zahlreiche weitere Bezüge ausmachen. Der Titel ihres Albums It’s the Business of the Future to Be Dangerous ist ein Zitat des Philosophen Alfred North Whitehead, der Song Damnation Alley lehnt sich an ein Buch von Roger Zelazny an, das Instrumental Iron Dream wurde nach einem Buch von Norman Spinrad benannt.
Das visuelle Erscheinungsbild von Hawkwind geht auf Barney Bubbles (1942–1983) zurück, der die Covers der ersten LPs der Gruppe sowie deren Plakate gestaltet hat. Sein Ruf als Covergestalter gründet auf diesen Entwürfen, er war später für zahlreiche weitere Künstler tätig, darunter Elvis Costello, The Damned und Ian Dury.

Zum optischen Erscheinungsbild der Gruppe zählt jeher eine psychedelische Licht- und Bühnenshow. Bereits in den Anmerkungen auf dem ersten Album findet sich die programmatische Aussage 

„We started out trying to freak people (trippers), now we are trying to levitate their minds, in a nice way, without acid, and ultimately a completely audio-visual thing. Using a complex of electronics, lights and environmental experiences.“

 Neben der über Jahre zur festen Besetzung zählenden Tänzerin Stacia waren oftmals weitere Tänzer oder Feuerkünstler Teil der Bühnenshow. Die Musiker traten häufig maskiert oder verkleidet auf.

## Diskografie

### Alben
| Jahr | Titel                                            | Höchstplatzierung, Gesamtwochen, AuszeichnungChartplatzierungen (Jahr, Titel, Platzierungen, Wochen, Auszeichnungen, Anmerkungen) | Höchstplatzierung, Gesamtwochen, AuszeichnungChartplatzierungen (Jahr, Titel, Platzierungen, Wochen, Auszeichnungen, Anmerkungen) | Anmerkungen                                                                         |
| Jahr | Titel                                            | UK | US | Anmerkungen                                                                         |
| ---- | ------------------------------------------------ | --- | --- | ----------------------------------------------------------------------------------- |
| 1971 | In Search of Space                               | UK18 Gold · (19 Wo.)UK | — |                                                                                     |
| 1972 | Doremi Fasol Latido                              | UK14 (5 Wo.)UK | — |                                                                                     |
| 1973 | Space Ritual (Alive in Liverpool und London)     | UK9 Silber · (6 Wo.)UK | US179 (8 Wo.)US | Live-Doppelalbum in UK 2023 als 50th Anniversary Stereo Remix 1 Woche auf Platz 100 |
| 1974 | Hall of the Mountain Grill                       | UK16 Silber · (5 Wo.)UK | US110 (12 Wo.)US |                                                                                     |
| 1975 | Warrior on the Edge of Time                      | UK13 Silber · (8 Wo.)UK | US150 (5 Wo.)US |                                                                                     |
| 1976 | Astounding Sounds, Amazing Music                 | UK33 (5 Wo.)UK | — |                                                                                     |
| 1977 | Quark, Strangeness and Charm                     | UK30 (6 Wo.)UK | — |                                                                                     |
| 1979 | P. X. R. 5                                       | UK59 (5 Wo.)UK | — |                                                                                     |
| 1980 | Live Seventy Nine                                | UK50 (7 Wo.)UK | — |                                                                                     |
| 1980 | Levitation                                       | UK21 (4 Wo.)UK | — |                                                                                     |
| 1981 | Sonic Attack                                     | UK19 (5 Wo.)UK | — |                                                                                     |
| 1982 | Church of Hawkwind                               | UK26 (6 Wo.)UK | — |                                                                                     |
| 1982 | Choose Your Masques                              | UK29 (5 Wo.)UK | — |                                                                                     |
| 1983 | Zones                                            | UK57 (2 Wo.)UK | — |                                                                                     |
| 1984 | Stonehenge / This Is Hawkwind, Do Not Panic      | UK75 (1 Wo.)UK | — |                                                                                     |
| 1985 | The Chronicle of Black Sword                     | UK65 (2 Wo.)UK | — |                                                                                     |
| 1988 | The Xenon Codex                                  | UK79 (2 Wo.)UK | — |                                                                                     |
| 1990 | Space Bandits                                    | UK70 (1 Wo.)UK | — |                                                                                     |
| 1992 | Electric Tepee                                   | UK53 (1 Wo.)UK | — |                                                                                     |
| 1993 | It Is the Business of the Future to Be Dangerous | UK75 (1 Wo.)UK | — |                                                                                     |
| 2012 | Onward                                           | UK75 (1 Wo.)UK | — |                                                                                     |
| 2016 | The Machine Stops                                | UK29 (1 Wo.)UK | — |                                                                                     |
| 2017 | Into the Woods                                   | UK34 (1 Wo.)UK | — |                                                                                     |
| 2018 | Road to Utopia                                   | UK44 (1 Wo.)UK | — |                                                                                     |
| 2019 | All Aboard the Skylark                           | UK34 (1 Wo.)UK | — |                                                                                     |
| 2020 | Carnivorous                                      | UK61 (1 Wo.)UK | — | als Hawkwind Light Orchestra; der Titel ist ein Anagramm von Coronavirus            |
| 2021 | Somnia                                           | UK57 (1 Wo.)UK | — |                                                                                     |
| 2023 | The Future Never Waits                           | UK62 (1 Wo.)UK | — |                                                                                     |
| 2024 | Stories from Time and Space                      | UK51 (1 Wo.)UK | — |                                                                                     |
| 2025 | There Is No Space for Us                         | UK46 (… Wo.)UK | — |                                                                                     |

Weitere Alben
| - 1970: Hawkwind - 1980: Free Festivals - 1982: 1970–73 - 1983: The Text of Festival – Hawkwind Live 1970–72 - 1985: Bring Me the Head of Yuri Gagarin - 1985: Ridicule - 1985: Space Ritual Volume 2 - 1985: Utopia 1984 - 1986: Live Chronicles - 1986: Hawkfan 12 - 1987: Early Daze - 1987: Out & Intake - 1991: BBC Radio One Live in Concert - 1991: Palace Springs - 1991: Live in Space 1990 - 1992: California Brainstorm - 1992: The Friday Rock Show Sessions - 1994: The Business Trip - 1995: Alien 4 - 1995: Undisclosed Files (Addendum) - 1995: Friends & Relations: The Rarities - 1996: Future Reconstructions – Ritual of the Solstice - 1996: Love in Space - 1997: Distant Horizons - 1997: The ’1999’ Party – Live at the Chicago Auditorium March 21 1974 (2 CDs) - 1998: In Your Area - 1999: Collector Series Vol 1: Complete ’79 - 1999: Collector Series Vol 2: Choose Your Masques - 1999: Live at Glastonbury 1990 - 1999: Hawkwind 1997 - 1999: Dawn of Hawkwind - 2000: Atomhenge 76 - 2000: The Weird Tapes No 3 – Free Festivals - 2000: The Weird Tapes No 5 – Live ’76 & ’77 - 2000: Thrilling Hawkwind Adventures Live 1976 | - 2000: Hawkwind Live / Hawklord’s Studio - 2000: The Weird Tapes No 1 (mit Sonic Assassins und Dave Brock) - 2000: The Weird Tapes No 7 – The Demos (starring Dave Brock) - 2000: Spacebrock - 2001: The Weird Tapes No 4 – Live ’78 - 2001: The Weird Tapes No 6 – Live 1970–73 - 2001: Yule Ritual (2 CDs) - 2002: Zones / Do Not Panic (2 CDs) - 2002: Canterbury Fayre 2001 (2 CDs) - 2002: Live 1990 (2 CDs) - 2002: Live in Nottingham - 2003: Oscillations - 2003: Welcome to the Future - 2004: Spaced Out in London - 2004: Seasons Greetings from Deep Space - 2005: Take Me to Your Leader - 2006: The Empire Pool Wembley 1973 - 2006: The Weird Tapes No 8 – Live 1966–’73 - 2006: Live ’74 - 2006: Take Me to Your Future - 2008: Space Ritual Sundown V.2 / Masters of the Universe - 2008: The Return of the Legendary Space Rangers - 2008: Minneapolis 1989 (2 CDs) - 2008: Winter Solstice 2005 (2 CDs) - 2008: Knights of Space (2 CDs) - 2009: 40th Anniversary Party Commemorative CD - 2009: Reading 1992 (2 CDs) - 2010: Blood of the Earth - 2010: Treworgey 1989 (2 CDs) - 2011: Leave No Star Unturned - 2013: Spacehawks - 2013: Stellar Variations (als Hawkwind Light Orchestra) - 2015: Space Ritual Live - 2015: Coded Languages (2 CDs) - 2025: Live at the Royal Albert Hall |

### Kompilationen
| Jahr | Titel      | Höchstplatzierung, Gesamtwochen, AuszeichnungChartplatzierungen (Jahr, Titel, Platzierungen, Wochen, Auszeichnungen, Anmerkungen) | Höchstplatzierung, Gesamtwochen, AuszeichnungChartplatzierungen (Jahr, Titel, Platzierungen, Wochen, Auszeichnungen, Anmerkungen) | Anmerkungen |
| Jahr | Titel      | UK | US | Anmerkungen |
| ---- | ---------- | --- | --- | ----------- |
| 1976 | Road Hawks | UK34 Silber · (4 Wo.)UK | — |             |

Weitere Kompilationen
| - 1977: Masters of the Universe - 1977: Rock On! (mit Van der Graaf) - 1979: Rock Legends - 1980: Repeat Performance - 1984: Independent Days - 1985: Live ’70/’73 - 1986: Independent Days Vol. 2 - 1986: Angels of Death - 1986: Anthology Volume I - 1986: Anthology Volume II - 1986: Anthology Volume III - 1986: The Collector Series: The Hawkwind Collection - 1986: Approved History of Hawkwind (3 LPs) - 1987: British Tribal Music - 1987: The Official Picture Log Book (Box mit 3 LPs) - 1988: Levitation & Hawkwind Live - 1988: Spirit of the Age - 1989: 14 Rock Hard Hits - 1989: Night of the Hawk - 1990: Acid Daze (The History of Hawkwind) - 1990: Acid Daze Volume II - 1990: Acid Daze Volume 3 - 1990: Castle Masters Collection - 1990: The Best of & the Rest Of - 1990: Stasis the U.A. Years 1971–1975 - 1990: Metal Classics #2 The Best of Hawkwind - 1990: Hawkwind Live - 1990: Night Riding - 1991: Spirit of the Age - 1991: Masters of the Universe - 1992: Mighty Hawkwind Classics 1980–1985 - 1992: Tales from Atom Henge: The Robert Calvert Years - 1992: Psychedelic Warlords - 1993: Lord of Light - 1994: The Best Of | - 1994: Silver Machine - 1995: Space Is Deep - 1997: The Entire and Infinite Universe of Hawkwind - 1997: Master of the Universe - 1997: The Ambient Anarchists (2 CDs) - 1997: Live & Rare: Onward Flies the Bird - 1998: The Elf and the Hawk - 1998: Anthology 1967–1982 - 1998: Sonic Boom Killers – Best of Singles A’s and B’s from 1970 to 1980 - 1998: Silver Machine - 1998: The Masters: 10 Classic Tracks - 1999: Epocheclipse – 30 Year Anthology - 1999: Golden Void 1969–1979 (2 CDs) - 1999: Year 2000: Codename Hawkwind Volume One (2 CDs) - 1999: Epocheclipse – The Ultimate Best Of - 2000: The Stonehenge Collection (2 CDs) - 2000: The Legends Collection: The Hawkwind Collection (2 CDs) - 2001: Friend & Relations – The Very Best of Plus Rarities (2 CDs) - 2001: Masters of the Universe / Hall of the Mountain Grill (2 CDs) - 2001: Codename - Live in Cambridge ’71 - 2002: Masters of Rock - 2002: Cosmic Overdrive (3 CDs) - 2003: Doremi Fasol Latido / In Search of Space (2 CDs) - 2006: The Collection - 2006: Live 1984–1995 (Box mit 3 DVDs) - 2008: Spirit of the Age – An Anthology 1976–1984 - 2008: The Dream Goes On – An Anthology 1985–1997 - 2010: Live (2 CDs) - 2010: At the BBC – 1972 (2 CDs) - 2011: Parallel Universe: A Liberty / U. A. Years Anthology 1970–1974 - 2011: 4 Albums (Box mit 4 CDs) - 2013: 5 Album Set (Box mit 5 CDs) - 2014: The Flicknife Years 1981–1988 (5 CDs) |

### Singles
| Jahr | Titel Album                    | Höchstplatzierung, Gesamtwochen, AuszeichnungChartplatzierungen (Jahr, Titel, Album, Platzierungen, Wochen, Auszeichnungen, Anmerkungen) | Höchstplatzierung, Gesamtwochen, AuszeichnungChartplatzierungen (Jahr, Titel, Album, Platzierungen, Wochen, Auszeichnungen, Anmerkungen) | Höchstplatzierung, Gesamtwochen, AuszeichnungChartplatzierungen (Jahr, Titel, Album, Platzierungen, Wochen, Auszeichnungen, Anmerkungen) | Höchstplatzierung, Gesamtwochen, AuszeichnungChartplatzierungen (Jahr, Titel, Album, Platzierungen, Wochen, Auszeichnungen, Anmerkungen) | Anmerkungen |
| Jahr | Titel Album                    | DE | AT | CH | UK | Anmerkungen |
| ---- | ------------------------------ | --- | --- | --- | --- | ----------- |
| 1972 | Silver Machine –               | DE6 (22 Wo.)DE | AT9 (4 Wo.)AT | CH1 (16 Wo.)CH | UK3 (23 Wo.)UK |             |
| 1973 | Urban Guerilla –               | — | — | — | UK39 (3 Wo.)UK |             |
| 1980 | Shot Down in the Night –       | — | — | — | UK59 (3 Wo.)UK |             |
| 1984 | Night of the Hawks –           | — | — | — | UK86 (2 Wo.)UK |             |
| 1994 | Quark, Strangeness and Charm – | — | — | — | UK88 (1 Wo.)UK |             |
| 2005 | Spirit of the Age –            | — | — | — | UK84 (1 Wo.)UK |             |

grau schraffiert: keine Chartdaten aus diesem Jahr verfügbar
Weitere Singles
| - 1969: Hurry On Sundown - 1973: Sonic Attack - 1973: Lord of Light - 1974: The Psychedelic Warlords (Disappear in Smoke) - 1974: You’d Better Believe It - 1975: Kings of Speed - 1976: Kerb Crawler - 1977: Back on the Streets - 1977: Quark, Strangeness and Charm - 1977: Hassan I Sabbah - 1978: Psi Power - 1979: 25 Years - 1980: Who’s Gonna Win the War? - 1980: Live – Shot Down in the Night | - 1981: Motorhead - 1981: Angels of Death - 1983: Motorway City - 1985: Needle Gun - 1986: Zarozinia - 1990: The Early Years Live - 1993: Spirit of the Age – Solstice Remixes - 1993: Decide Your Future - 1995: Area S4 - 1996: Love in Space - 1999: Silver Machine – Infected by the Scourge of the Earth - 2001: The Hawkwind EP - 2005: Take Me to Your Leader (Radio Interview Disc) - 2013: Kings of Speed |